# Napoca insignis
Napoca insignis är en spindelart som först beskrevs av Pickard-Cambridge O. 1872.  Napoca insignis ingår i släktet Napoca och familjen hoppspindlar. Inga underarter finns listade i Catalogue of Life.